# Марія-Альфонсина Даніль Гаттас
Марія-Альфонсина Даніль Гаттас (1843–1927) — католицька свята, черниця, засновниця чернечої конгрегації «Сестри Вервиці з Єрусалима» — єдиної католицької конгрегації, що виникла в Святій землі.

## Біографія

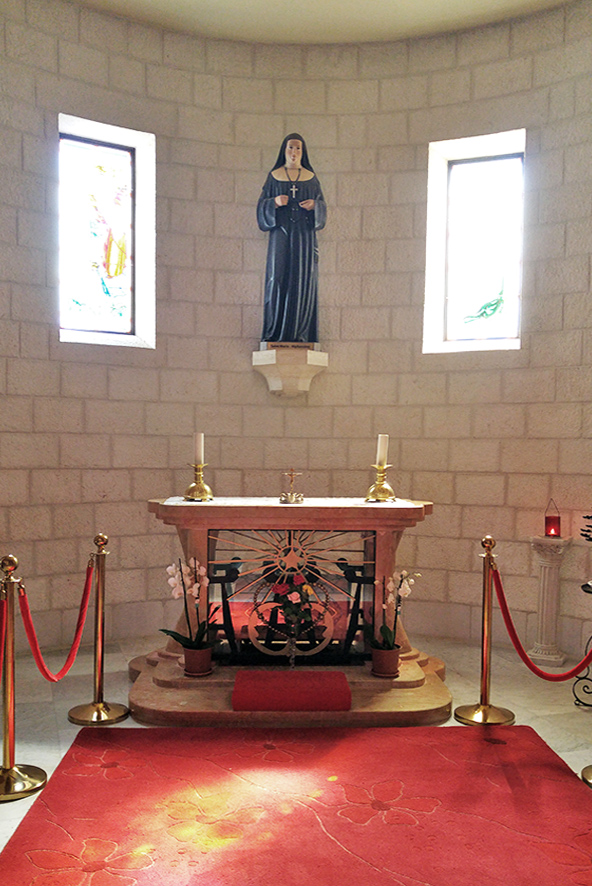
Рештки Марії Альфонсін у монастирі сестер Розарій в Єрусалимі

Народилася в багатій християнській арабській сім'ї. Справжнє її ім'я Султане Марія Гаттас. У віці 14 років, подолавши опір батьків, які не бажали віддавати її в монастир, вступила до конгрегації «Сестер святого Йосифа», де взяла чернече ім'я Марія-Альфонсина. Пізніше вона заснувала нову чернечу конгрегацію «Сестри Святої Вервиці з Єрусалима». Гаттас присвятила своє життя парафіяльному служінню, а також освіті палестинських дівчат. У 1886 році вона заснувала школу для дівчат у Бейт-Сахурі. Потім її з трьома сестрами відправили до міста Ес-Салт в Трансйорданії, потім у Наблус, перед тим як повернутися до Єрусалима за станом здоров'я. Одужавши, вона служила у місті Забабде.
У 1917 році сестра поїхала в Ейн-Керем, де заснувала сирітський притулок. Вона померла там на свято Благовіщення 25 березня 1927 року.

## Прославлення
Чин причислення Марії-Альфонси до лику блаженних зробив префект Конгрегації з канонізації святих архієпископ Анджело Амато і латинський патріарх Єрусалима Фуад Туаль 22 листопада 2009 року в базиліці Благовіщення в Назареті.
17 травня 2015 папа Франциск зарахував її до лику святих разом з Маріам Бауарді, Марією Христиною Брандо і Жанною Емілією де Вільнев.